# Rabdophaga pierreana
Rabdophaga pierreana är en tvåvingeart som först beskrevs av Jean-Jacques Kieffer 1909.  Rabdophaga pierreana ingår i släktet Rabdophaga och familjen gallmyggor. Inga underarter finns listade i Catalogue of Life.